# Departamento del Sur (Antioquia)
Sur fue uno de los departamentos en que se dividía el Estado Soberano de Antioquia (Colombia). Fue creado el 23 de agosto de 1864, a partir del territorio sureño de la provincia de Córdova. Tenía por cabecera a la ciudad de Salamina. El departamento comprendía parte de los territorios de la actual región antioqueña del Oriente y de las regiones caldenses del Alto Oriente, Norte y Magdalena Medio.

## División territorial
El departamento al momento de su creación (1864) estaba dividido en los distritos de Salamina (capital), Abejorral, Aguadas, Aranzazu, Manizales, Neira, Pácora y Sonsón.
Para 1875 se crearon los distritos de Filadelfia y Pensilvania. A principios de la década de 1880 le fueron segregados los distritos de Abejorral y Sonsón para ser agregados al departamento de Oriente, y la capital departamental trasladada a Manizales.